# Kenny Grant
Pour les articles homonymes, voir Grant.
Kenny Grant, de son nom complet Kenneth Grant Junior, né le 16 mars 1982 à Norrköping (Suède), est un joueur de basket-ball professionnel d'origine américano-suédoise. Il évolue au poste d'arrière.

## Biographie
En 2006, il commence sa carrière à Nantes, en France, en Pro B.
En 2007, il signe un an en Roumanie, au Gaz Metan Mediaș.
En 2008, il signe un contrat de deux ans avec les Norrköping Dolphins, en Suède.
Durant l'été 2010, il revient en France et signe à Nancy. En février 2011, il prolonge son contrat d'un an. À la fin du mois de mars, il se blesse au talon d'Achille et est de retour le 2 avril sur les parquets. En mai, lors des playoffs 2011, il déclare trouver plus amusant et excitant de gagner à l'extérieur. Nancy remporte le titre de champion de France.
Le 14 juin 2011, il est prolongé de deux ans à Nancy. Le 5 décembre, il ne participe pas à l'entraînement à cause d'une blessure à la cheville. Au début du mois de mai 2012, il souffre d'une lombalgie mais parvient à participer au match du 5 mai contre Poitiers. À la fin de la saison, il confirme qu'il reste à Nancy.
À la reprise de l'entraînement, le 22 août 2012, il n'est pas présent avec ses coéquipiers du fait qu'il participe aux éliminatoires pour l’Eurobasket 2013.
Il réalise un mauvais début de saison 2012-2013 en cumulant des statistiques médiocres durant neuf matchs mais il se réveille le 8 décembre contre Limoges. À la fin du mois de janvier 2013, il reçoit une béquille et doit s'écarter des terrains pendant trois semaines. Le 20 février, il souffre toujours du mollet et ne revient pas à l'entraînement. En avril, Grant avoue être déçu par son temps de jeu et frustré par les résultats de son équipe. Le 29 mai, il annonce souhaiter rester à Nancy. Le 12 juin, il est conservé pour une saison à Nancy.
Le 11 septembre 2013, il est de retour en Lorraine mais a manqué toute la préparation avec Nancy à cause de participation à l'EuroBasket 2013. Début octobre, il est nommé capitaine de l'équipe. Le 3 février 2014, lors du 600e match de suite de Nancy en Pro A, Grant réalise un de ses meilleurs matchs depuis 2011 en inscrivant 18 points en 15 minutes de jeu. Début mai, il souffre d'une luxation du majeur de la main droite.
Le 23 juin 2014, il quitte Nancy et rejoint Roanne en Pro B avec qui il signe pour deux saisons. Du 25 septembre au 1er octobre 2014, Grant doit s'absenter pour raisons familiales et manque une rencontre,. Le 14 novembre 2014, il subit une visco-supplémentation. Entre le 26 novembre et 13 décembre 2014, il manque quatre matches de compétition pour effectuer un travail spécifique de renforcement musculaire. Durant sa première saison avec Roanne, il ne participe qu'à huit matches de championnat et trois de Leader's Cup Pro B. Lors de la saison suivante, il est le plus vieux de l'équipe et endosse le rôle de vétéran.
Le 10 août 2016, il démarre la pré-saison avec Nanterre 92.

## Sélection nationale
Le 14 juin 2011, il refuse d'intégrer la sélection suédoise afin de se reposer de sa longue saison.
Durant l'été 2012, il dispute les éliminatoires pour l’EuroBasket 2013 avec la Suède. Le 11 septembre, la Suède se qualifie pour l'EuroBasket 2013 et Grant déclare « L'Euro, cela sera spécial »,.
À l'EuroBasket 2013, la Suède est éliminée au premier tour avec une victoire en cinq matchs. Durant le tournoi, Kenny Grant, a tourné à 6,8 points à 40% aux tirs, 2,8 rebonds et 1,6 passe décisive de moyenne.

## Clubs successifs
- 2005-2006 :  Wildcats de Davidson
- 2006-2007 :  Hermine de Nantes Atlantique
- 2007-2008 :  CS Gaz Metan Mediaș
- 2008-2010 :  Norrköping Dolphins
- 2010-2014 :  Stade Lorrain Université Club Nancy Basket
- 2014-2016 :  Chorale Roanne Basket

## Palmarès
- Champion de France de basket-ball 2011
- Champion de Suède de basket-ball 2010